# Marshall (nome)
Marshall  è un nome proprio di persona inglese maschile.

## Varianti
- Maschili: Marshal[1]

## Origine e diffusione
Riprende il cognome inglese Marshall, che in origine indicava una persona che era un maresciallo, o uno sceriffo (in inglese marshal); etimologicamente, il termine deriva dai termini germanici marah ("cavallo") e scalc ("servitore"), e inizialmente indicava una persona addetta alla cura dei cavalli.

## Onomastico
Essendo un nome adespota, ovvero non portato da alcun santo, l'onomastico può essere festeggiato il 1º novembre, giorno di Ognissanti.

## Persone

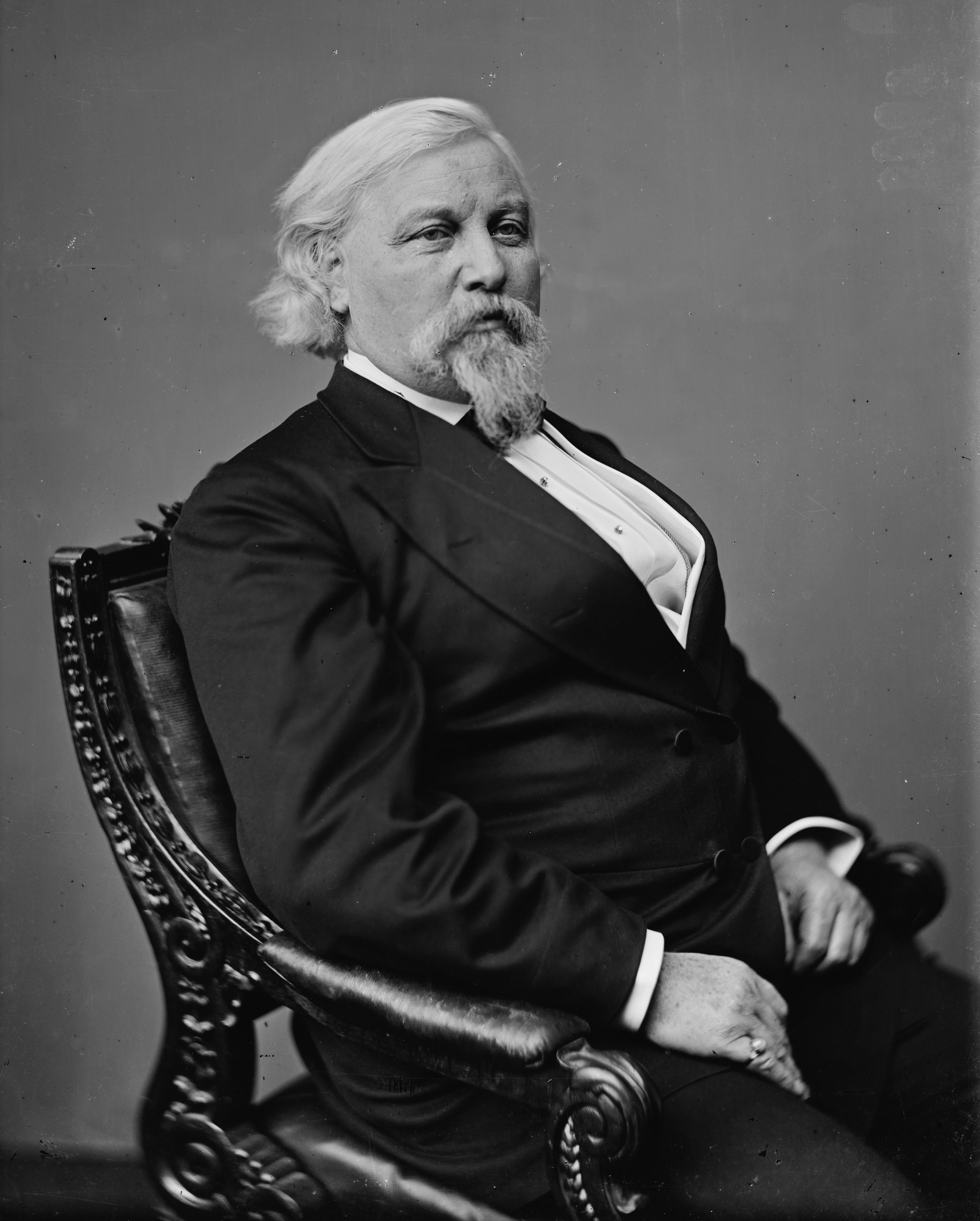
Marshall Jewell

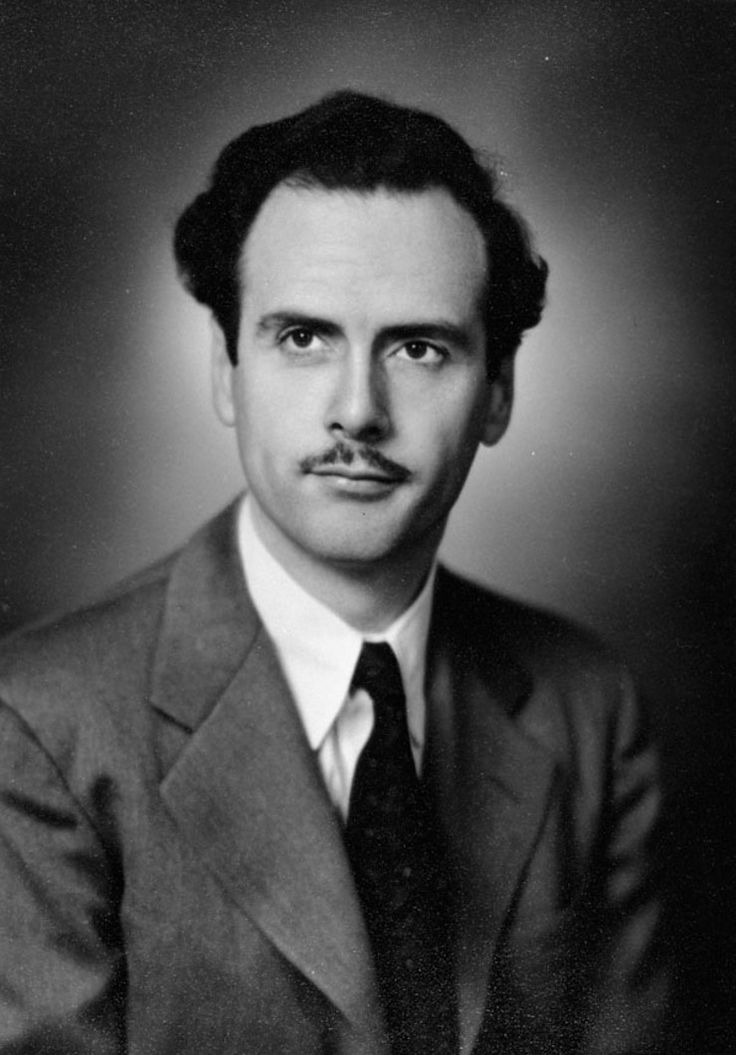
Marshall McLuhan

- Marshall Allman, attore statunitense
- Marshall Bell, attore statunitense
- Marshall Brickman, sceneggiatore e regista statunitense
- Marshall Farnum, regista statunitense
- Marshall Faulk, giocatore di football americano statunitense
- Marshall Goldberg, giocatore di football americano statunitense
- Marshall Jefferson, produttore discografico e disc jockey statunitense
- Marshall Jewell, politico statunitense
- Marshall Bruce Mathers III, conosciuto come Eminem, rapper, produttore discografico e attore statunitense
- Marshall McLuhan, sociologo canadese
- Marshall T. Meyer, rabbino statunitense
- Marshall Neilan, regista, attore, sceneggiatore e produttore cinematografico statunitense
- Marshall Newhouse, giocatore di football americano statunitense
- Marshall Warren Nirenberg, biochimico statunitense
- Marshall Reed, attore statunitense
- Marshall Rogers, fumettista e illustratore statunitense
- Marshall Rosenberg, psicologo statunitense
- Marshall Sahlins, antropologo statunitense
- Marshall Stedman, attore, regista e commediografo statunitense
- Marshall Stone, matematico statunitense
- Marshall R. Teague, attore statunitense
- Marshall Williams, attore, modello e musicista canadese

### Variante Marshal
- Marshal Yanda, giocatore di football americano statunitense

## Il nome nelle arti
- Marshall Eriksen è un personaggio della serie televisiva How I Met Your Mother.
- Marshall Flinkman è un personaggio della serie televisiva Alias.
- Marshall Law è un personaggio della serie di videogiochi Tekken.
- Marshall D. Teach è un personaggio della serie manga e anime One Piece.